# Кворцсајт (Аризона)
Кворцсајт (енгл. Quartzsite) град је у америчкој савезној држави Аризона. По попису становништва из 2010. у њему је живело 3.677 становника.

## Демографија
Према попису становништва из 2010. у граду је живело 3.677 становника, што је 323 (9,6%) становника више него 2000. године.
| Група             | 2000.         | 2010.         |
| Белци             | 3.100 (92,4%) | 3.294 (89,6%) |
| Афроамериканци    | 8 (0,2%)      | 11 (0,3%)     |
| Азијати           | 9 (0,3%)      | 10 (0,3%)     |
| Хиспаноамериканци | 169 (5,0%)    | 246 (6,7%)    |
| Укупно            | 3.354         | 3.677         |